# Желдаковка
Желдаковка — посёлок в Павловском районе Воронежской области Российской Федерации. Входит в Казинское сельское поселение.

## Название
Название произошло от слова «желдак», что означает «солдат».

## География
Село, как и вся Воронежская область, живёт по Московскому времени.

## История
Посёлок Желдаковка был основан в середине XVIII века как хутор Желдаков. Наиболее прогрессивным жителем по праву считается Евгений Алексеевич Анпилогов. Он продвигает новое течение в современной медицине - апитерапию.В 2017 году он воздвиг на своем участке апидом, оборудованный для лечения посетителей энергетикой пчёл .

## Население
| 1859 | 1900 | 2009 | 2010 |
| ---- | ---- | ---- | ---- |
| 368  | ↘291 | ↘29  | ↘27  |

## Улицы
В селе нет улиц.